# Myzostoma eremita
Myzostoma eremita is een ringworm uit de familie Myzostomatidae.
Myzostoma eremita werd in 1897 voor het eerst wetenschappelijk beschreven door Wheeler.